# يو إف سي ليلة القتال: رويفال ضد تايرا
يو إف سي ليلة القتال: رويفال ضد تايرا (بالإنجليزية: UFC Fight Night: Royval vs. Taira)‏ هو حدث لفنون القتال المختلطة ستُنظمته يو إف سي، وسيُقام في 12 أكتوبر 2024، يو إف سي أبيكس في إنتربرايز، نيفادا، وهي جزء من منطقة لاس فيغاس الحضرية، الولايات المتحدة.

## الجوائز الإضافية
حصل المقاتلون التاليون على مكافآت بقيمة 50 ألف دولار.
- قتال الليلة: براندون رويفال ضد تاتسرو تايرا
- أداء الليلة: رمضان تيميروف وكلايتون كاربنتر